# NGC 441
NGC 441 је спирална галаксија у сазвежђу Вајар која се налази на NGC листи објеката дубоког неба.
Деклинација објекта је - 31° 47' 20" а ректасцензија 1h 13m 51,1s. Привидна величина (магнитуда) објекта NGC 441 износи 12,9 а фотографска магнитуда 13,8. NGC 441 је још познат и под ознакама ESO 412-19, MCG -5-4-16, PGC 4429.